# Манахан Томас, Элин
Элин Манахан Томас (англ. Elin Manahan Thomas; род. 1977, Горсейнон, близ Суонси) — британская певица

 (сопрано), исполнительница барочной музыки.

## Биография
Родилась в валлийском городке Горсейнон в семье профессора литературы Университета Суонси. Училась в колледже на валлийском языке, параллельно пела в хоре г. Суонси. Затем закончила Клэр-колледж Кембриджского университета, изучала кельтскую филологию. После прослушивания Дж. Э. Гардинером была принята в руководимый им Хор Монтеверди, участвовала в грандиозном проекте Паломничество — путешествии Хора Монтеверди и ансамбля Английские барочные солисты с кантатами Баха по 60 крупнейшим церквям Европы. С 2001 года получала второе высшее музыкальное образование в Королевском колледже музыки в Лондоне.
В 2006 году вышла замуж за оперного баритона Роберта Дэвиса. Пара имеет сына, живёт в Брайтоне.

## Творчество и репертуар
Помимо барочной музыки (Джон Блоу, Пёрселл, Монтеверди, Вивальди, Перголези, Куперен, Гендель, Букстехуде, Бах, Глюк, Гайдн, Моцарт), пела в операх и кантатах Мендельсона, Вебера, Берлиоза, Бизе, Бриттена, Пуленка, Менотти, Джудит Уир, Джона Тавенера.
Выступает с барочными ансамблями, дает сольные концерты. Первой исполнила баховскую кантату Alles mit Gott (1713), открытую в 2005 году.
В 2007 году выпустила первый сольный альбом Eternal Light.